# Philematium debilis
Philematium debilis är en skalbaggsart som först beskrevs av Hermann Julius Kolbe 1894.  Philematium debilis ingår i släktet Philematium och familjen långhorningar. Inga underarter finns listade i Catalogue of Life.